# Smalnäbbad trädklättrare
Smalnäbbad trädklättrare (Lepidocolaptes angustirostris) är en fågel i familjen ugnfåglar inom ordningen tättingar.

## Utseende
Smalnäbbad trädklättrare är en medelstor trädklättrare med tydlig huvudteckning och en ljus nedåtböjd näbb. Fjäderdräkten varierar geografiskt, men är generellt roströd ovan och ljusare under. På huvudet syns mörk hjässa, svart ansiktsmask och ett tydligt vitt ögonbrynsstreck.

## Utbredning och systematik
Smalnäbbad trädklättrare delas in i åtta underarter med följande utbredning:
- Lepidocolaptes angustirostris griseiceps – förekommer i Surinam (Sipaliwinisavannen)
- Lepidocolaptes angustirostris coronatus – förekommer i nordöstra Brasilien (Maranhão och Piauí till Goiás och nordvästra Bahia)
- Lepidocolaptes angustirostris bahiae – förekommer i nordöstra Brasilien (Piauí, Ceará och inre Bahia)
- Lepidocolaptes angustirostris bivittatus – förekommer i östra Bolivia och brasilianska platån
- Lepidocolaptes angustirostris hellmayri – förekommer vid foten av Anderna i Bolivia (Cochabamba, Santa Cruz och Tarija)
- Lepidocolaptes angustirostris certhiolus – förekommer i centrala Bolivia, Gran Chaco i västra Paraguay och nordvästra Argentina
- Lepidocolaptes angustirostris angustirostris – förekommer i östra Paraguay, sydvästra Brasilien (sydvästra Mato Grosso) och norra Argentina
- Lepidocolaptes angustirostris praedatus – förekommer i västra Uruguay, norra och centrala Argentina och längst ner i södra Brasilien

## Levnadssätt
Smalnäbbad trädklättrare hittas i öppet skogslandskap, skogssavann och jordbruksbygd med spridda träd. Där födosöker den på trädstammar och trästaket, ofta som en del av kringvandrande artblandade flockar.

## Status och hot
Arten har ett stort utbredningsområde och tros öka i antal. Internationella naturvårdsunionen IUCN listar den därför som livskraftig (LC).

## Bilder

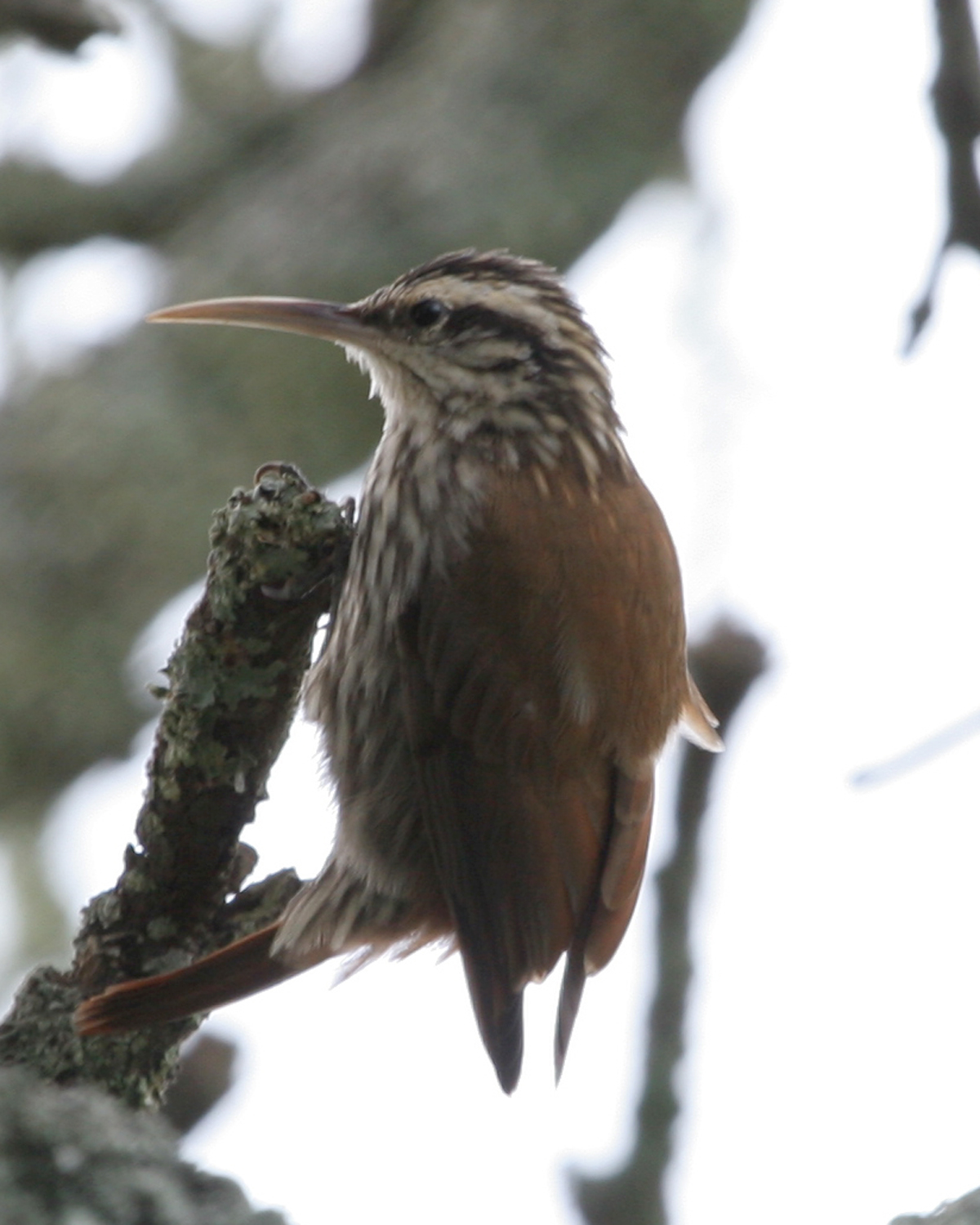
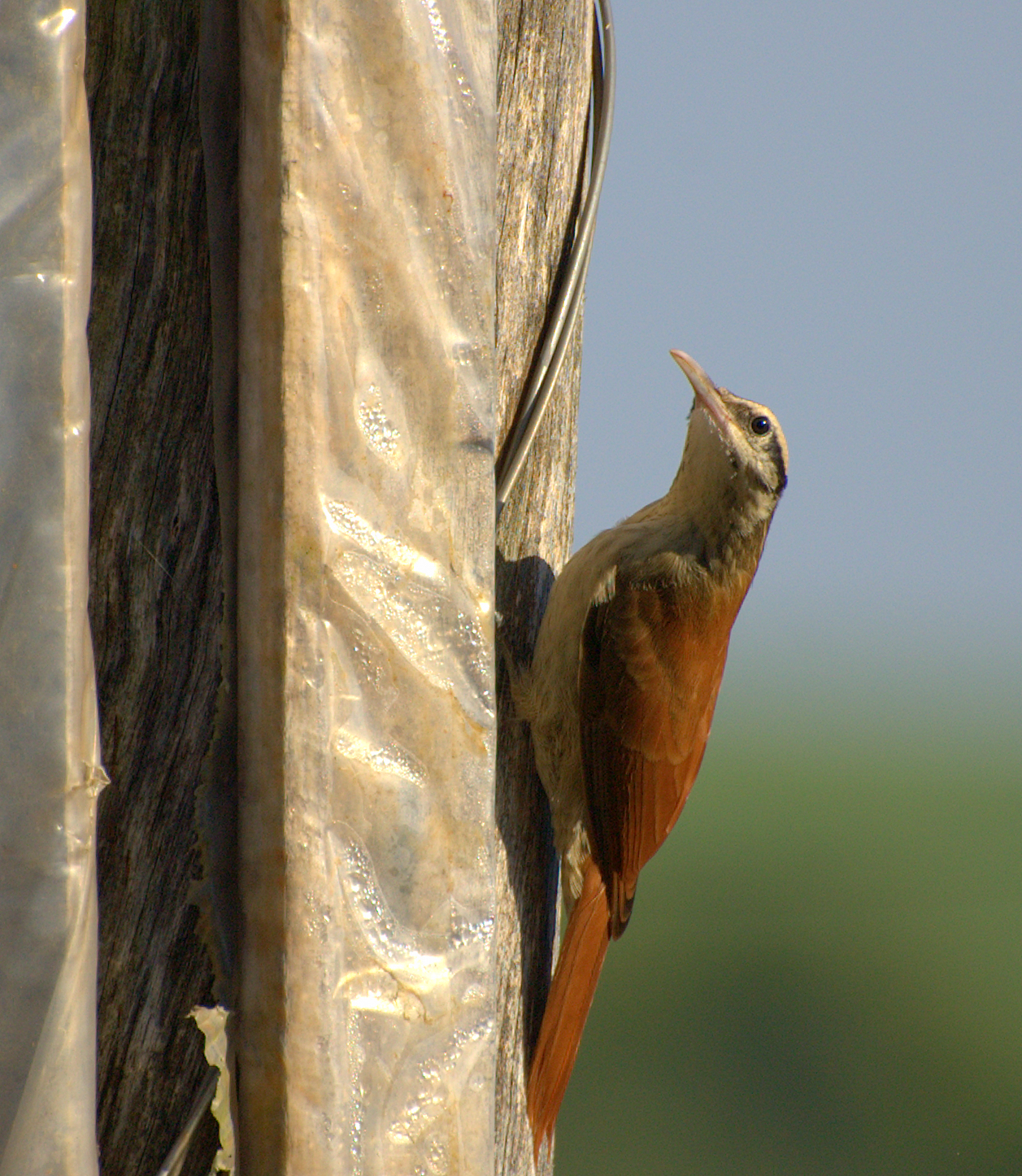
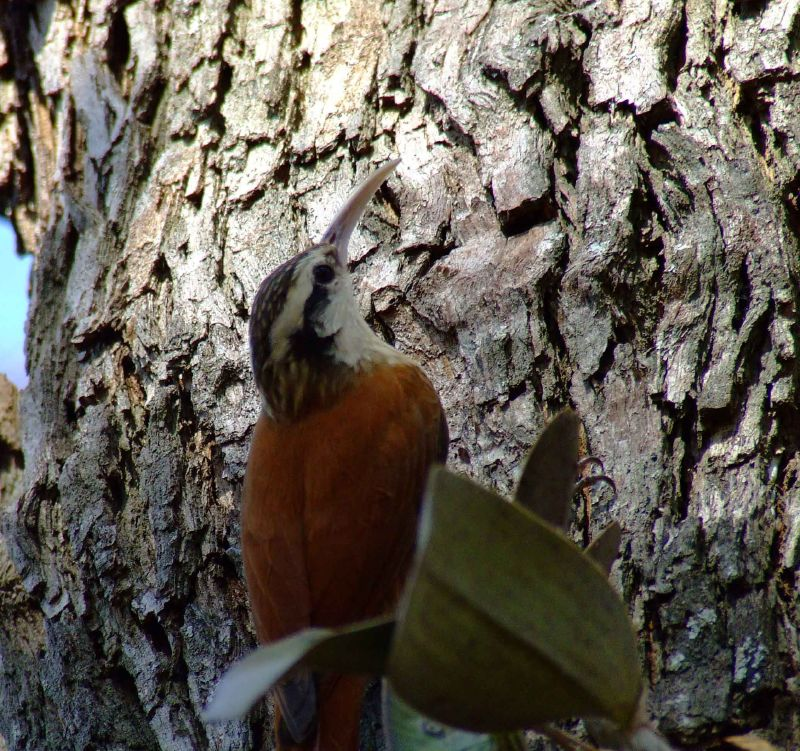